# Gunno Södersten
Axel Gunno Adeimantos Christophoros Södersten, född 10 januari 1920 i Katarina församling, Stockholm, död 30 september 1998 i Lidingö, Stockholms län, var en svensk tonsättare och organist.

## Biografi
Gunno Södersten pianistdebuterade som 15-åring 1935 efter att ha studerat hos Gottfrid Boon. Efter studenten studerade Södersten i Stockholm på Musikhögskolan och avlade högre organistexamen och kantors- och musiklärarexamen 1942. Han studerade komposition 1942-47 för Melcher Melchers. 
Han var under många år, 1945–1986, verksam som organist och körledare i Immanuelskyrkan i Stockholm. Han var musiklärare vid Teologiska seminariet 1944–1980. Han var förste dirigent för Stockholms Missionsförbunds kör 1944–1956, Svenska Missionsförbundets predikantkör (pastorskör) 1948–1985 och från 1948 för Stockholms frikyrkoorkester. Han var dirigent i Svenska Missionsförbundets Sångarförbund av vilket han var ledamot 1949–1972. Från 1965 var han ledamot av Svenska Missionsförbundets Orgelråd.
Södersten var synnerligen flitig kompositör av kyrklig musik - både koraler, körmusik och orgelmusik. Han skrev sex orgelsymfonier.
Fadern, Axel Södersten, organist i Andreaskyrkan i Stockholm, var också koraltonsättare.
Gunno Södersten erhöll under sin karriär Statens respektive STIM:s tonsättarstipendium och Stockholms stads kulturstipendium. Han blev ledamot av Kungliga Musikaliska Akademien 1984. 1982 erhöll han H M Konungens medalj i 8:e storleken i Serafimerordens band. Södersten är begravd på Lidingö kyrkogård.

## Kompositioner
- Juniorkantat (1944)
- När väckelsen kom, Nya skaror stiger fram (ungdomskantat) (1954)
- Symfonisk psalm (1954)
- Guds barn jag är (Ahnfeltskantat) (1958)
- Cantata evangelica (1958)
- oratoriet Ljusets seger (1960)
- Gud kallar (solosånger) (1964)
- Lovsjungen Gud (körintroitus) (1967)
- Först Guds rike (duetter)
- Kyrie (manskör)
- Preludier till evigheten (hörspel) (1968)
- I Bibelns land - musikalisk dagbok (1976)
- Se, Herre, på vår arbetsdag (1986)

## Verk efter opus nummer
- Op. 1: Introduktion, Barnabön, Vårbäcken, Det är vår
- Op. 2: Stilla afton, Nocturne, Romans, Konsertfantasi, Vals Ass-dur
- Op. 3: Fuga, Davids psalm ur Psaltaren 46
- Op. 4: Pastoralfantasi, Prelude dolente, Humoresk, Konsertetyd, Poem
- Op. 5: Kantat över gammal-kinesiska motiv
- Op. 6: Heroisk fantasi (1940)
- Op. 7: Variationer över 'Härlig är jorden'
- Op. 8: Introduktion över fuga för piano (1942)
- Op. 9: Sonat i nordisk ton för violin & piano (1944)
- Op. 10: Mig är given all makt, aria över missionsbefallningen (1947)
- Op. 11: När väckelsen kom  (1944)
  - 1. Bön om väckelse. (För stråkorkester, piano och orgel)
  - 2. Ack saliga stunder. Unison kör av Oscar Ahnfelt. (För stråkorkester och orgel)
  - 3. Alla Herrens vägar. (För Bar solo och stråkorkester, orgel och piano)
  - 4. Närmare, o Jesu Krist. Solo med orgel av L. Höjer.
  - 5. Violoncellsolo (för violoncello och piano)
  - 6. Du, som i himlens höjd. Unison manskör av Robert Lowry med obligat violoncell och orgel.
  - 7. O, Herre låt din andes vindar blåsa. Melodi av Oscar Ahnfelt. (För SSA och tre violiner)
  - 8. Orgelförspel (endast 3 takter)
  - 9. Var är du av Oscar Ahnfelt. (För SATB, stråkorkester och piano)
  - 10. Här kommer en främling från fjärran ort av Oscar Ahnfelt. (Violin och orgel)
  - 11. Vem är han som sakta kommer av Joël Blomqvist. (Kör och barytonsolo). [För Mellanspel <orgel>]
  - 13. De nittionio (Det var nittionio gömda väl) av I.D. Stankey. [För solo, kör, stråkorkester och orgel]
  - 14. Lovsång över frälsningens under. Förspel. (För 2 violiner, viola, violoncello, kontrabas och piano]
  - 15. Är det sant av Oscar Ahnfelt och Nu är jag lycklig av Joël Blomqvist. (För baryton solo, stråkorkester och piano)
  - 16. Mellanspel (orgel)
  - 17. Ring i himlens klockor av George Frederick Root. Unison slutkör. (För SATB, stråkorkester, orgel och piano)
- Op. 12: Juniorkantat (1944)
- Op. 13: Helig brand, vi är unga, Juniorsång, Hjärtats tempelhus, Två bröllopssånger
- Op. 14: Nya skaror stiger fram
- Op. 15: Konsert för piano och ork.
- Op. 16: Missionsoratorie
- Op. 16: Fuga
- Op. 17: Kärlekens väg, rapsodi, inledande fugato
- Op. 18: Himmelriket är nära, rapsodi, preludium, orgel-koral
- Op. 19: Till himmelens land, rapsodi
- Op. 20: Variationer över Kongomelodi
- Op. 21: Marcia festiva
- Op. 22: Concertino
- Op. 23: Två sånger
- Op. 24: Frygiska variationer
- Op. 25: Fem andliga sånger
- Op. 26: Symfonisk psalm
- Op. 27: Rapsodi, Ett är nödvändigt, Canto amoroso
- Op. 28: Frälsningens väg, rapsodi
- Op. 29: The singing ministers, Fem amerikanska andliga sånger
- Op. 30: Befall i Herrens händer, orgelpartita, Kommen för Herren
- Op. 31: Nio andliga sånger
- Op. 32: Guds barn jag är, Kan du höra
- Op. 33: Cantata evangelica
- Op. 34: Sonata da chiesa, orgel
- Op. 35: Nalkens Gud, Lovsjungen Gud, Allt vad ande har
- Op. 36: Herrens nåd, Om nåden, Tillbaka till Gud
- Op. 37: Än lever våra fäders tro, liten kantat, Ungdomens konung, O liv, som blev tänt
- Op. 38: Sanningens röst, intonation och koral
- Op. 39: Han kommer i sin kyrka, kantat i advent
- Op. 40: Ljusets seger, oratorium
- Op. 41: I himlen är min vän, Hosianna, Davids son, Jag bor i ett ljus
- Op. 42: Orgelförspel
- Op. 43: 12 orgelkoraler
- Op. 44: O Fader vår, koralpartita
- Op. 45: Den helige Mikael, kantat
- Op. 46: Ingångsord, Bliven stilla
- Op. 47: Lovsjungen Gud
- Op. 48: Fyra evangeliespråk
- Op. 49: Två evangeliespråk
- Op. 50: Varen icke förskräckta, Människosonen skall komma
- Op. 51: Fantasi och fuga
- Op. 52: Toccata S:t Mikaeli (1962, bearbetad 1979)
- Op. 53: Vår, Sommar
- Op. 54: Två solosånger
- Op. 55: Barnpsalm, Kristus är Herre
- Op. 56: Än räckes Guds frälsning
- Op. 57: Psalm 150 ur Psaltaren
- Op. 58: Tre sånger
- Op. 59: Visa mig Herre Din väg, När syndaren sig till Gud vill omvända
- Op. 60: Preludier till evigheten
- Op. 61: Kyrie för Tenorsolo och orgel
- Op. 62: I Herrens barmhärtiga händer, Halleluja! Sjung om Jesus, Kristus vandrar bland oss än
- Op. 63: Tre sättningar av julsånger
- Op. 64: O helga efterföljd i Jesu spår, Vi kan inte värma vårt hjärta, Lär mig att bedja
- Op. 65: Gammal är Kyrkan, kantat
- Op. 66: Orgelkonsert nr 1
- Op. 67: Domus benedicta, orgelpartita
- Op. 68: Som en skärva ler, Vi överlåter oss, Vi dricker tystnaden
- Op. 69: Ditt ord är mina fötters lykta, Din makt och din ära
- Op. 70: Gud är kärlek, Fugato, God is love, Our hearts we
- Op. 71: Kristus har farit upp, Korset är livets port, Han var hos oss
- Op. 72: Han bars, Mästare, Be febern
- Op. 73: Saliga, körmotett
- Op. 74: Jag ser dig, Det brinnande hjärtat, Alla Guds löften
- Op. 75: Jesu, O Guds Son, Lär mig att bedja, Genom skoningslösa år, Kristus, Du är annorlunda
- Op. 76: Han lever, Nu lever icke mer jag, Han som i eder har begynt ett gott verk
- Op. 77: Jesu förklaring, Bespisningsundret, Den samariska kvinnan
- Op. 78: Se, liljorna, Bedjen, Saliga flod av ljus
- Op. 79: Jesus-Messias, Guds Son
- Op. 80: Uppståndelsen och livet, Kristus är världens ljus, Hjälparen, Den Helige Ande
- Op. 81: Triumfmusik för brassband
- Op. 82: Orgelsymfoni nr 1, tre satser
- Op. 83: Ave maris stella lucas, Parvolus, Nunc angelorum gloria
- Op. 84: Oratorisk hymn för manskör
- Op. 85: Orgelsymfoni nr 2
- Op. 86: Orgelsymfoni nr 3
- Op. 87: Orgelsymfoni nr 4
- Op. 88: Orgelsymfoni nr 5
- Op. 89: Orgelsymfoni nr 6
- Op. 90: Symfoniska variationer, kommentarer och pianoillustrationer
- Op. 91: Tre sånger om ljuset
- Op. 91: Bana väg för Herren, Det sanna ljuset, Mina ögon har skådat frälsningen
- Op. 92: Orgelkonsert nr 2
- Op. 93: Orgelkonsert nr 3
- Op. 94: Därför att Ordet bor ibland oss, På väg till Emmaus
- Op. 94: Hyllningssång för manskör, Fantasia cantabile över en Frykman-melodi
- Op. 94: Fantasia cantabile över en Frykman-melodi, forts.
- Op. 95: Sonatina, forts.
- Op. 96: Åtta solosånger
- Op. 97: Op. 97: How great the joy. Tre satser av sånger ur Rosa rosarum: Svaret, Ingen är ensam, Glädjehymn
- Op. 98: Fem sånger i jultid
- Op. 99: Änglar i natten, kommentar och pianoexempel
- Op. 99: "U 86", intonation för klockspel
- Op. 100: Cantata Immanuel
- Op. 101: Fem församlingssånger
- Op. 102: Du som av kärlek, Pastoral
- Op. 102: Pastoral
- Op. 103: Fågelserenad för orgel
- Op. 103 nr 2: O, lyssna, hör, en jubelkör - partita för orgel
- Op. 104: Rotary-kanon
- Op. 104: Consoladion för orgel
- Op. 104: Julappell
- Op. 105: Improvisation över Messiaen
- Op. 106: "Music 89" för orkester
- Op. 107: 24 orgelpreludier
- Op. 108: När mörker över djupet var, orgelpartita
- Op. 109: I Jesu namn, Julsignaler
- Op. 110: Improvisation, Preludium, koral och fuga
- Op. 110: Improvisation "Gloria", Julbetraktelse
- Op. 112: Sex orgelpreludier
- Op. 113: Baltikum 91
- Op. 115: Kärlekens lov
- Op. 122: Åtta orgelpreludier
- Op. 123: Spiritus ubi vult spirat för kör a cappella
- Op. 124: Cantata "Wermlandia" för manskör
- Op. 125: Psalm i jultid, Aftonpsalm
- Op. 126: Fjäriln vingad, variationer för orgel (1995)
- Op. 127 nr 1: Fantasia Wermlandica för stråkkvartett (augusti 1995, anknytning till Värmlandsvisan.
- Op. 127 nr 2: Fantasia Wermlandica för orgel (1995, anknytning till Värmlandsvisan.
- Op. 128: Att bedja, koralpartita för orgel över Rolf Davidsons melodi (psalm nummer 213)
- Op. 129: Fyra solosånger (1995). Text av Margareta Södersten Johansson.
  - 1. EU-visa julen 95 (Den skönaste sång). Musik: Göte Strandsjö
  - 2. Till stallet (Jag vill vandra).
  - 3. Kom ljusa stjärna (Kom ljusa stjärna).
  - 4. Lovsång i jutetid (O Gud, vi prisar dig).
- Op. 130: Två psaltarpsalmer (1996)
  - 1. Bara hos Gud finner jag ro. Ur psaltarpsalm 62:2,3,6-9. (För SAB och orgel).
  - 2. Det är gott att tacka Herren. Ur psaltarpsalm 92:2-5. (För SATB, diskant trumpet och orgel).
- Op. 131: Toccata och fuga över B-a-c-h (1996)
- Op. 132: Julvisa -96, Med frid i spår
- Op. 132: Kyrkan i centrum, för förs., kör, orgel
- Op. 133: Improvisation till Brahms minne för orgel (1997)
- Op. 135 Konsert nr 2: E. Grieg in memoriam (1997)
- Op. 137: Requiem per organo. Otto Olsson in memoriam. (1998)
- Op. 138: ”Minuter med Gud” (1998). (För sång, orgel och viola).
- Op. 141: Fuga per organo med utgångspunkt från tonerna G-A. (1998).
- Op. 142 nummer 2: Vår blick mot helga berget går. Preludium, koral, variation och fuga för viola solo.

## Verk efter instrumentation

### Orkesterverk
- Op. 106: "Music 89" för orkester
- Op. 90: Symfoniska variationer, kommentarer och pianoillustrationer

#### Konserter
- Op. 22: Concertino
- Op. 15: Konsert för piano och ork.
- Op. 135 Konsert nr 2: E. Grieg in memoriam
- Op. 66: Orgelkonsert nr 1
- Op. 92: Orgelkonsert nr 2
- Op. 93: Orgelkonsert nr 3

### Orgel
- Op. 6: Heroisk fantasi (1940)
- Op. 30: Befall i Herrens händer, orgelpartita, Kommen för Herren
- Op. 52: Toccata S:t Mikaeli (1962, bearbetad 1979)
- Op. 85: Orgelsymfoni nr 2
- Op. 86: Orgelsymfoni nr 3
- Op. 87: Orgelsymfoni nr 4
- Op. 88: Orgelsymfoni nr 5
- Op. 89: Orgelsymfoni nr 6
- Op. 113: Baltikum 91: Variationer över tre folkmelodier från Estland, Lettland och Litauen. (1991)
- Op. 126: Fjäriln vingad, variationer för orgel (1995)
- Op. 127 nr 2: Fantasia Wermlandica för orgel (1995, anknytning till Värmlandsvisan.
- Op. 128: Att bedja, koralpartita för orgel över Rolf Davidsons melodi (psalm nummer 213)
- Op. 131: Toccata och fuga över B-a-c-h (1996)
- Op. 133: Improvisation till Brahms minne för orgel (1997)
- Op. 137: Requiem per organo. Otto Olsson in memoriam. (1998)
- Op. 141: Fuga per organo med utgångspunkt från tonerna G-A. (1998).

### Piano
- Op. 8: Introduktion över fuga för piano (1942)

### Violin och piano
- Op. 9: Sonat i nordisk ton för violin & piano (1944)

### Röst och piano
- Op. 10: Mig är given all makt, aria över missionsbefallningen (1947)
- Op. 129: Fyra solosånger (1995). Text av Margareta Södersten Johansson.
  - 1. EU-visa julen 95 (Den skönaste sång). Musik: Göte Strandsjö
  - 2. Till stallet (Jag vill vandra).
  - 3. Kom ljusa stjärna (Kom ljusa stjärna).
  - 4. Lovsång i jutetid (O Gud, vi prisar dig).
- Op. 61: Kyrie för Tenorsolo och orgel

### Körverk
- Op. 124: Cantata "Wermlandia" för manskör
- Op. 100: Cantata Immanuel
- Op. 69: Ditt ord är mina fötters lykta, Din makt och din ära
- Op. 39: Han kommer i sin kyrka, kantat i advent
- Op. 115: Kärlekens lov

## Diskografi
Flera av Gunno Söderstens verk har givits ut på skiva:
- Orgelmusik från nya Immanuelskyrkan (1976)
- I Bibelns land (1978)
- Pro Pace (1983)
- Gud är kärlek (2000)
- Kärlekens lov (2000)